# Каламоначи
Каламоначи (итал. Calamonaci) је насеље у Италији у округу Агриђенто, региону Сицилија.
Према процени из 2011. у насељу је живело 1375 становника. Насеље се налази на надморској висини од 312 м.

## Становништво
| 1931. | 1936. | 1951. | 1961. | 1971. | 1981. | 1991. | 2001. | 2011. |
| ----- | ----- | ----- | ----- | ----- | ----- | ----- | ----- | ----- |
| 1.513 | 1.625 | 2.005 | 1.789 | 1.559 | 1.627 | 1.541 | 1.522 | 1.375 |